# Razan Khalifa Al Mubarak
Razan Khalifa Al Mubarak est une personnalité émiratie engagée dans la cause écologiste. Elle est née en 1979 à Abou Dabi. Elle occupe la fonction de présidente de l'Union internationale pour la conservation de la nature depuis septembre 2021.

## Famille
Son père est Khalifa Ahmed Abdulaziz Al-Mubarak (en), ambassadeur des Émirats arabes unis en France, il est assassiné à Paris, en 1984 par l'organisation terroriste Abu Nidal. Razan est alors âgée de 5 ans.
Elle a une sœur et deux frères qui occupent tous trois des positions éminentes au sein de l'émirat d'Abu Dhabi : Rasha, Khaldoon et Mohamed.
Elle est mariée avec Badr Jafar (en), avec qui elle a une fille.

## Formation
Razan  Khalifa Al Mubarak est titulaire d'un MSc en compréhension publique des changements environnementaux de l'University College de Londres et d'un diplôme (équivalent Bac+4) en études environnementales et relations internationales de l'Université Tufts du Massachusetts.

## Vie professionnelle
En 2001, elle fonde la branche de "Emirat nature" à Abou Dabi, devient directrice de l'ONG émiratie. Sous son impulsion, "Emirat nature" rejoint le WWF.
Razan Al Mubarak devient la première directrice du Mohamed bin Zayed Species Conservation Fund (en), à sa création en 2008.
En 2011, elle est nommée secrétaire générale de l'agence pour l'environnement d'Abu Dhabi, puis elle en devient la directrice exécutive à partir de 2019.

En 2021 elle est élue à la présidence de l'Union internationale pour la conservation de la nature, lors du congrès mondial des parcs à Marseille. Son mandat est renouvelé en 2025.
Elle est également membre de plusieurs autres fondations, comme la Fondation Rockefeller ou Panthera Corporation (en).
Elle est aussi championne de haut niveau des Nations Unies sur les changements climatiques pour la Conférence de Dubaï de 2023 sur les changements climatiques.

## Récompenses, reconnaissances
En 2025, l'Université de Glasgow lui décerne une "thèse d'honneur".